# Denver Riggleman
Denver Lee Riggleman III (Manassas, 17 marzo 1970) è un politico statunitense, membro della Camera dei Rappresentanti per lo stato della Virginia dal 2019 al 2021.

## Biografia
Nato e cresciuto in Virginia, dopo aver frequentato l'Università della Virginia, Riggleman lavorò per undici anni all'interno dell'Air Force Intelligence, Surveillance and Reconnaissance Agency e successivamente fu impiegato presso la National Security Agency. In seguito, insieme alla moglie, aprì una distilleria vicino Charlottesville.
Entrato in politica con il Partito Repubblicano, nel 2016 si candidò brevemente alla carica di governatore della Virginia, per poi abbandonare la corsa.
Nel 2018, quando il deputato Tom Garrett annunciò il proprio ritiro dalla politica, Riggleman si candidò per il suo seggio alla Camera dei Rappresentanti e riuscì a farsi eleggere, sconfiggendo l'avversaria democratica Leslie Cockburn, giornalista e madre dell'attrice Olivia Wilde.
Ricandidatosi per un secondo mandato nel 2020, risultò sconfitto nelle primarie repubblicane da Bob Good.